# Mikronezja na letnich igrzyskach olimpijskich
Reprezentanci Mikronezji występują na letnich igrzyskach olimpijskich nieprzerwanie od 2000 roku, zadebiutowali wtedy podczas igrzysk w Sydney. 
W 2000 roku reprezentacja Mikronezji liczyła 4 zawodników, a w 2004, 2008 i 2016 5 zawodników. W 2012 reprezentacja liczyła 6 zawodników.
Organizacją udziału reprezentacji Mikronezji w igrzyskach olimpijskich zajmuje się Krajowy Komitet Olimpijski Sfederowanych Stanów Mikronezji (Federated States of Micronesia National Olympic Committee).

## Tabele medalowe

### Medale na poszczególnych olimpiadach
| Igrzyska            | Złoto | Srebro | Brąz | Razem |
| ------------------- | ----- | ------ | ---- | ----- |
| Sydney 2000         | 0     | 0      | 0    | 0     |
| Ateny 2004          | 0     | 0      | 0    | 0     |
| Pekin 2008          | 0     | 0      | 0    | 0     |
| Londyn 2012         | 0     | 0      | 0    | 0     |
| Rio de Janeiro 2016 | 0     | 0      | 0    | 0     |
| Tokio 2020          | 0     | 0      | 0    | 0     |
| Razem               | 0     | 0      | 0    | 0     |